# Distrito de Chilcas
El distrito de Chilcas es uno de los quince (15) distritos que conforman la provincia de La Mar, ubicada en el departamento de Ayacucho, bajo la administración del Gobierno Regional de Ayacucho, en el Perú.

## Historia
Fue creado mediante  Ley s/n del 17 de octubre de 1893.

## Autoridades

### Municipales
- 2023 - 2026[1]
  - Alcalde: Mauro López Cáceres, de Movimiento Regional Agua.
  - Regidores:

  1. Virginia Laines Muñoz (Movimiento Regional Agua)
  2. Emiliano Gutiérrez Humareda (Movimiento Regional Agua)
  3. Frida Mercedes Palomino Becerra (Movimiento Regional Agua)
  4. Tito Renee Gutiérrez Lujan (Movimiento Regional Agua)
  5. Aydee Edita Vásquez Guillén (Wari Llaqta)

Alcaldes anteriores
- 2019 - 2022: Walter Vásquez Ochoa, del Movimiento Musuq Ñan
- 2015 - 2018: Eduardo Guillen Ochoa
- 2011 - 2014: Edilberto Sosa Orihuela, del Movimiento Qatun Tarpuy.
- 2007 - 2010: Leonidas Illisca Guillén.

## Geografía
El Distrito de Chilcas se caracteriza por su variada geografía, que incluye Valles, Cejas y otros muy diversos.

## Economía
La economía de Chilcas se basa principalmente en agricultura y ganadería. La agricultura desempeña un papel crucial, destacándose la producción de Palta, fresa; además de producción de maíz, papa, quinua, frejol, arveja. Además, de la crianza de animales domésticos como el cuyes, gallinas.

## Educación y Cultura
Chilcas cuenta con diversas instituciones educativas, como La Institución educativa Primaria mixto Poli docente 30374 y el Colegio Ramiro Prialé Prialé. Además, la comunidad celebra anualmente fiestas patronales y eventos descritas en la parte final de este post.

## Infraestructura
La infraestructura en Chilcas ha experimentado un notable desarrollo en las últimas décadas. Se han construido recientemente carreteras a Chuspibamba, Tunapampa, recategorización del Puesto de Salud Chilcas y otros, mejorando la conectividad y los servicios públicos en el distrito y la región.

## Turismo
Chilcas ofrece a los visitantes la oportunidad de explorar Catarata Las Gemelas de Ccoyama, Mirador Paranccay, Ñaupallaqta de Moyoorcco, Mirador Cristo Blanco, Sacsamarca y otros, conocidos por descubrir. Recomendamos participar en el carnaval chilquino, todos los santos, fiesta patronal de virgen de cocharcas, que brindan una experiencia única en esta encantadora región.

## Festividades
- Febrero
  - Carnaval Chilquino.
- Agosto
  - 15: Viren de la Asunción.
  - 30: Santa Rosa.
- Septiembre
  - 8: Virgen de Cocharcas.
- Octubre
  - 17: Aniversario del Distrito de Chilcas.